# Punchy
Punchy é uma comuna francesa na região administrativa de Altos da França, no departamento de Somme. Estende-se por uma área de 3,04 km². Em 2010 a comuna tinha 92 habitantes (densidade: 30,3 hab./km²).